# Chembe (Distrikt)
Chembe ist einer von zwölf Distrikten in der Provinz Luapula in Sambia. Er hat eine Fläche von 2190 km² und es leben 51.530 Menschen in ihm (2022). Die Hauptstadt ist Chembe. Er wurde 2012 vom Distrikt Mansa abgespaltet.

## Geografie
Der Distrikt liegt etwa 400 Kilometer nördlich von Lusaka. Er liegt im Osten auf einer Höhe von etwa 1300 m und fällt im Westen bis auf 1050 m über dem Meeresspiegel ab. Die Westgrenze zur Demokratischen Republik Kongo wird durch den Fluss Luapula gebildet, ein Teil der Nordgrenze durch den Mabila und die Südgrenze durch den Lwela sowie ein Teil der Ostgrenze durch dessen Nebenfluss Chibishi.
Der Distrikt grenzt im Norden an den Distrikt Mansa, im Osten an Milenge und im Süden und Westen an Haut-Katanga in der Demokratischen Republik Kongo.
Chembe ist in 2 Wards aufgeteilt:
- Luapula
- Lukola